# 李釣綸
李釣綸（1909年—1992年）生於台北士林，為台灣業餘攝影家。曾獲「中國攝影學會」碩學會員、「台灣省攝影學會」榮譽博學會士與ＹＭＣＡ青影社「攝壇菁賢」紀念銀盾。作品獲獎無數。曾發起「自由影展」、「青影展」、「今日影展」、「青長青影展」等攝影藝術展。並於「台灣省攝影學會」、「ＹＭＣＡ青影社」和其他數十餘攝影團體擔任顧問。以提倡業餘攝影藝術、培育後起新秀為職志，竭盡心力從不懈怠。對於「組合攝影」的研究與提倡，他是台灣第一人。着有《如何學好業餘攝影》與《組合照片之認識與觀念》。

## 生平
1909年出生於台北士林區的一個醫生家庭中。祖父李坤岡、父親李玉書、叔叔李玉聰都在當地懸壺濟世。家庭較為富裕。由他父親留下甚多1910年時期的生活照片，可知他父親很早就開始接觸攝影。受家庭環境之影響，十六歲時就讀台北二中（今成功中學）的李釣綸就對照相有濃厚的興趣與慾念，他以木板、膠帶、黑紙板、鉛板、毛玻璃、放大鏡等材料，自己動手製造模仿當時照相館所使用的木箱相機。這部手製相機開啟了李釣綸一生的攝影之門。
李釣綸於1927年正式開始加入攝影行列，家中自設有沖洗相片設備暗房，使用單眼 Parlette 即 Rollei-cord 相機。於1935年加入「愛友會攝影同好會」，使用 Rollei-flex 相機。1940年，加入全日本關西寫真聯盟 (A.P.S.W.J.) 台灣支部。1944年取得台灣登錄寫真作家合格證。1953年加入中國攝影學會，使用 Leica 及 Rollei-flex 相機。
二戰結束初年，攝影風氣逐漸展開，鄧南光與李釣綸兩位先生，於一九五三年秋創辦「自由影展」，該影展因作風嚴謹，水準甚高，深獲攝影人士重視。同年加入由郎靜山大師所組成之中國攝影學會，並擔任理、監事多年。1963年與鄧南光先生合組台灣攝影學會，擔任總幹事，常務理事，評審委員及該會之榮銜會士。
李釣綸出生於基督教家庭，個性剛正不阿，不計個人毀譽以提倡業餘攝影藝術、培育後起新秀為職志，竭盡心力從不懈怠，任顧問三十多年，秉持基督犧牲奉獻精神，殷殷懇懇。以其心得有系統的指導初學攝影者，並拒絕接受任何待遇。如此熱心倡導影藝，令當時愛好業餘攝影者敬佩，後起新秀受其指導而嶄露頭角者不乏其人。 1970年後，他雖年事漸高，仍然勇於任事，為實現其培育業餘攝影新秀之理想，仍不辭辛勞肩負青影社、土地銀行、國泰建設、國泰人壽、士林電機、大同公司、士林農會、今日影展、青友影展等業餘攝影團體之顧問與技術指導、講解等活動。於1987年獲頒「攝壇菁賢」紀念銀盾。
對於組合攝影照片的研究與提倡，他是國內第一人。他認為現代科學的發展與文明進步，導致社會比以往更為複雜，使單張的攝影作品對某些事物及事件已難做十分完整而清楚的描述。在今日影展與青長青影展中，他大力教導初學者運用組合連作方式去創作。在他的「組合照片的認識與觀念」一文中，將組合照片的種類分為連集、連作、報導、連環、隨比、對比、現代、話題、原因與結果等十種，實際的手法可包括遠近法、起承轉合法、重複強調、水平思考法等等。這種分類與手法有助於初學者學習組合攝影。而組合攝影也成為李釣綸獨特的攝影風格。

## 經歷
- 「中國攝影學會」理事 (1958-1963)／監事 (1956)／組長 (1955)
- 「台灣省攝影學會」常務理事 (1963-19??)／榮銜會士評審委員 (1976-1977)／總幹事 (1963)
- 「台北ＹＭＣＡ青影社」顧問 (1959-1992)／常務理事／總幹事
- 「大同攝影同好會」名譽顧問 (1960-19??)
- 「國泰人壽攝影俱樂部」、「國泰建設公司」顧問 (1980-19??)
- 「士林電機攝影學會」顧問 (1981-19??)
- 「土地銀行攝影研究社」顧問 (1976-19??)
- 「今日公司」顧問／影展評審委員 (1975-19??)
- 「士林區農會攝影講習班」講師 (1976)
- 「青長青影展」主席
- 「今日公司春裝攝影比賽」評選委員 (1969)
- 「國父百年誕辰紀念人像攝影比賽」評選委員 (1965)
- 「台灣省攝影學會」攝影比賽委員主席 (1976)／影展主任委員 (1963)／攝影學術委員 (1963)
- 「中國攝影學會第二屆國際攝影展」展出委員 (1963)
- 「第一屆工商藝術攝影比賽」展出委員會展出委員 (1963)
- 「第一屆瑞芳影展比賽作品」審查委員 (1961)

## 榮譽
- 「台灣省攝影學會」榮譽博學會士 (HON. F. P. S. T.)
- 「中國攝影學會」碩學會員 (1962)
- 「台灣省攝影學會」榮譽優秀學士
- 「YMCA 青影社」授予「攝壇菁賢」紀念銀盾 (1987)
- 作品與個人介紹列入「國立歷史博物館主辦回首台灣百年攝影幽光專題展」(2003)
- 十件優秀攝影作品列入「台北市立美術館」永久典藏 (1992)
- 作品、文字資料、個人資料列入「國立藝術學院傳統藝術研究中心」收藏 (1991)
- 「台灣登陸寫真作家」合格 (1944)

## 獲獎
- 1962 中國攝影協會，第一屆彩色攝影比賽「佛殿」、「燈籠舞」入選。
- 1962 中國攝影協會，赴法國國際攝影中心(C.I.P.)中國文化影展榮獲入選。
- 1961 中國攝影學會，寶島風光影展「回家」、「山道」入選。
- 1961 國立歷史博物館與中國攝影協會，第三屆全國影展「有情與無情」入選。
- 1961 台北市照相器材商業同業公會，夏日攝影比賽展，「幸福之作」高級組第三獎。
- 1960 美國新聞處，台灣攝影比賽入選。
- 1959 Ilford Photography Contest, Certificate of Merit.
- 1959 日本東方攝影器材公司攝影比賽第一部「怡然自樂」或優秀獎。
- 1958 台北市照相器材商業同業公會，支援前線攝影大會「Ｋ小姐」四獎、「Ｃ小姐」、「站在佑燈籠邊」入選。
- 1958 中國攝影學會與台北市攝影學會合辦，明星攝影比賽「微笑」入選。
- 1957 台北市攝影學會，兒童生活攝影比賽「跳一跳」、「好玩」佳作。
- 1957 台北市攝影學會，台北攝影沙龍「開幕典禮」、「雞鳴」入選。
- 1957 中國攝影協會，古裝舞蹈攝影展「洋洋自得」、「嫻靜」入選。
- 1957 日本富士軟片第一屆攝影比賽獲優秀獎。
- 1957 第三屆自由中國美展「三线路」入選。
- 1957 日本第二屆櫻花牌攝影比賽「斑馬」、「陋巷」獲佳作。
- 1956 陽明山賞花及攝影大會「眾矢之得」二等獎。
- 1956 日本第一屆櫻花牌攝影比賽獲佳作。
- 1955 華南銀行第二屆攝影比賽「養成儲蓄習慣」、「有恆致富」獲五獎
- 1955 台灣文化協進會攝影委員會，春季影展「上元即景」、「堆草」、「倦」，夏季影展「鬆鬆鞋兒」、「加色」，秋季影展「苗栗道上」，冬季影展「上香」、「一片心香」入選。
- 1955 中美文化經濟協會，中美攝影展「喝」、「洋燈」入選。
- 1955 新竹縣美術展覽會社會組攝影部優異作品獎。
- 1954 中國攝影學會第一次影展「山雨欲來」、「夢鄉初醒」、「海灘」、「玉蓮」入選。
- 1954 華南銀行第一屆攝影比賽「儲蓄」獲二獎，「家計」獲五獎，「積少成多」獲佳作。
- 1954 第二屆自由中國美展「農莊」、「漁罷少憩」入選。
- 1954 台北市第二屆動物生活動態攝影比賽一等獎。
- 1953 台北市第一屆動物生活動態攝影比賽「陽光小憩」、「凝視」獲得佳作。
- 1944 台灣總督府舉辦第一屆台灣登錄寫真家合格。
- 1942 全台灣春季比賽「孩童」獲得佳作一席，全台灣秋季比賽「殘暉無力照嫩芽」、「一船秋色水淙淙」入選。
- 1941 全日本關西寫真聯盟主辦，全台灣攝影比賽「奔流」獲第二名。

## 著作
- 《如何學好業餘攝影》
- 《組合照片之認識與觀念》

## 延伸閱讀
- 李釣綸個人網站